# 花水木 (單曲)
《花水木》（日语： Hanamizuki）是日本台裔女歌手一青窈的第五張個人單曲，於2004年2月11日在日本發行。單曲在發行後連續登上Oricon公信榜長達125週（總計136週），同時也連續90週登上卡拉OK點唱榜的頭五名，是一青窈的代表作兼日本樂壇的長青歌曲之一，被譽為是一首「永恆的世紀情歌」。
一青窈在2004年的第55回NHK紅白歌合戰以及2005年的第56回NHK紅白歌合戰中連續兩年都演唱了本曲，德永英明、岩崎良美和新垣結衣等知名歌手都曾經翻唱本曲。

## 背景
1912年，當時的東京知事尾崎行雄為了促進美日關係，而向美國贈送了櫻花，並得到美國北卡羅萊那州及維珍尼亞州的州花大花四照花（學名：Cornus florida，即花水木）之回禮。2001年，在九一一襲擊事件發生後，一青窈收到一封來自身處於紐約的友人寄給她的信件，因而有感而發而撰寫了《花水木》的歌詞。一青窈表示她將花水木的花語，「祈求和平」和「心存感激」的涵意透過歌曲傳達出來，並借歌詞抒發「不會再有戰爭」的願望。

## 曲目
1. 花水木（ハナミズキ）
  - 作詞：一青窈，作曲：益子多四郎（日语：マシコタツロウ），編曲：武部聰志（日语：武部聡志）
2. 年年歲歲
  - 作詞：一青窈，作曲、編曲：武部聰志
3. 花水木（純音樂）

## 商業合作
花水木
- 日本電視台系《火曜懸疑劇場（日语：火曜サスペンス劇場）》主題歌
- 日本中央競馬会電視廣告歌曲
- 日本電視台系《超人氣法律諮詢事務所》「柬埔寨学校建設計劃」主題歌
- 東宝電影《花水木》主題歌[12]
- JR西日本七尾線宇野氣站、羽咋站、金丸站、能登部站、良川站、能登二宮站及七尾站的列車接近提醒音樂。

年年歲歲
- Animax動畫「愛你寶貝」片尾曲

## 得獎
- 2004年BEST HIT歌謠祭：金曲藝術家獎
- 2004年日本有線大獎：有線音樂優秀獎[13]

## 作品收錄
花水木
- 一青想（日语：一青想）（一青窈專輯，2004年4月7日發行）
- BESTYO（一青窈專輯，2006年11月29日發行）
- .LOVE（日语：.LOVE）（愛貝克思精選專輯，2008年10月29日發行）
- 初次見面（日语：はじめて）（一青窈單曲，2008年11月19日發行）

## 翻唱版本收錄
- 德永英明 《男聲（日语：VOCALIST）》（2005年）
- 甲斐祥弘（日语：甲斐よしひろ）《10 Stories（日语：10 Stories）》（2007年）
- Sotte Bosse（日语：SOTTE BOSSE）《innocent view（日语：innocent view）》（2007年）
- 美吉田月（日语：美吉田月）《pure flavor #1～color of love～》（2007年）
- 中西保志《STANDARDS 2》（2007年）
- DUNCAN'S DIVAS《Sticks Up Girls》（2007年）
- 森山良子《春夏秋冬》（2008年）
- Dew（日语：Dew）《花圖鑑 別冊》（2008年）
- 艾瑞克·馬汀（日语：エリック・マーティン）《Mr. Vocalist》（2008年、英語歌詞翻唱）
- 澤田知可子（日语：沢田知可子）《歌姬物語》（歌姫ものがたり）（2009年）
- rice（日语：rice (バンド)）《Lovers》（2010年）
- cargo×seira（日语：加賀美セイラ）《FLOWER SHOWER》（2010年、英語歌詞翻唱）
- 新垣結衣《虹》（2010年）
- 岩崎良美《色彩的主人公》（色彩の主人公）（2011年）
- Super Junior-K.R.Y.《Promise You》（2013年）
- 岩佐美咲《点播·翻唱》（2013年）